# New Portland
New Portland è un comune degli Stati Uniti d'America, situato nello Stato del Maine, nella contea di Somerset.